# Římskokatolická farnost u kostela sv. Jiljí, Brno-Komárov
Římskokatolická farnost Brno-Komárov je územním společenstvím římských katolíků v rámci brněnského děkanství brněnské diecéze s farním kostelem svatého Jiljí.

## Historie farnosti
Farní kostel se nachází na území městské části Brno-jih (Komárov) v Černovické ulici. Jde o jednu z nejstarších funkčních staveb v Brně. Původní románský kostel pocházel z konce 12. století. Během 15. a 16. stol. byl kostel goticky přestavěn a v 17. století byla provedena barokní úprava. V letech 1788–1796 byla nad vstupem dostavěna věž. Ve 20. století byl kostel novogoticky upraven.
Do farnosti patří také sousední Černovice, kde byl v roce 1898 postaven novogotický kostel svatého Floriána. Ten byl za druhé světové války těžce poškozen a nakonec v roce 1960 zbořen.

## Duchovní správci
Farářem byl od 1. září 2005 R. D. Stanislav Drobný, Th.D. Ve farnosti působí rovněž stálý jáhen Mgr. Miroslav Matail. Dne 1. září 2020 se farářem stal Mons. ThLic. Václav Slouk.

## Bohoslužby
| Kostel                           | Místo          | Bohoslužba (den)                           | Hodina                                                         | Poznámka        |
| -------------------------------- | -------------- | ------------------------------------------ | -------------------------------------------------------------- | --------------- |
| svatého Jiljí                    | Brno-Komárov   | neděle pondělí středa čtvrtek pátek sobota | 8.00, 9.30 (1. neděle v měsíci latinská) 18.00 7.00 18.00 7.00 | farní kostel    |
| svatého Klementa Maria Hofbauera | Horní Heršpice | sobota                                     | 17.30                                                          | filiální kostel |

## Aktivity ve farnosti
Den vzájemných modliteb farností za bohoslovce a bohoslovců za farnosti brněnské diecéze i Adorační den připadá na 30. října.
Ve farnosti se pravidelně koná tříkrálová sbírka, v roce 2015 se při ní v Černovicích vybralo 67 491 korun, v Komárově a Horních Heršpicích 31 168 korun. Při sbírce v roce 2016 se vybralo v Komárově 21 972 korun a v Černovicích 63 303 korun.Při sbírce v roce 2017 se vybralo v Černovicích 58 759 korun, v Komárově 19 471 korun.V roce 2019 dosáhl výtěžek sbírky v Černovicích 84 845 korun a v Komárově 41 259 korun.
V roce 2012 proběhly ve farnosti lidové misie.